# Lioré et Olivier LeO 20
Le Lioré et Olivier LeO.20 est un avion militaire de l'entre-deux-guerres.
Conçu pendant les années 1928 à 1933, c’est-à-dire au tout début de l’existence de l’Armée de l'Air, avant les grands projets de réarmement, et donc sans bénéficier des gros budgets, le bombardier terrestre Lioré et Olivier LeO-20, œuvre de l’ingénieur Henri Olivier (l’un des deux fondateurs de la firme) fut une incontestable réussite technique et commerciale. Construit à 324 exemplaires, ce bombardier emportait une charge égale à son poids à vide: 2 700 kg sur une longue distance, 1 000 km, à une vitesse prodigieuse au moment de sa création en 1925 : 200 km/h.

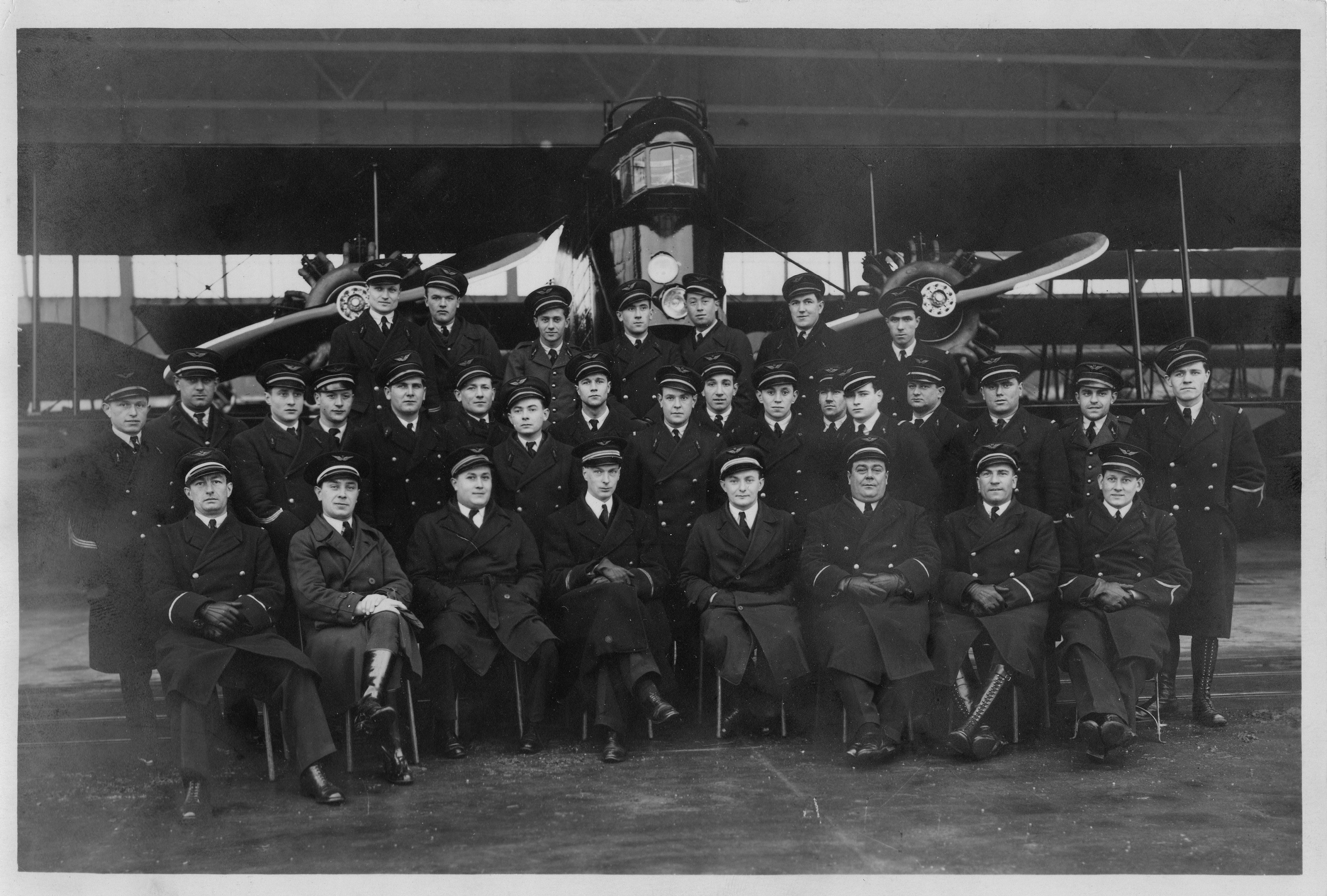
La 21e escadre devant un Leo 20.

Livré en 1927, triplace, il a, par exemple, été utilisé par le 22e régiment d'aviation de bombardement de nuit, stationné sur la base aérienne 122 Chartres-Champhol.

## Variantes

### LeO 201
Version crée pour l'entrainement de parachutistes (sur la base du LeO 20).

### LeO 203
Version équipé de 4 moteurs Gnome et Rhône 7Kb.

### LeO H-20/4
Version convertie en hydravion (sur la base du LeO 203).

### LeO 206
Version produite à la chaine avec un nez redessiné, un "balcon" ventral et un poste de tir arrière (37 exemplaires produits, sur la base du LeO 203).

### LeO 207
Version avec un nez redessiné à nouveau et un "balcon" ventral plus petit (3 exemplaires produits, sur la base du LeO 206).

### LeO 208
Version basée sur le LeO 20, avec une cabine fermée, train rentrant et des moteurs Gnome et Rhône 14 Krsd donnant 800 ch à 3.250 m. 

Il possède une vitesse maximale de 325 km/h, un rayon d'action de 2 000 km et peut transporter 1 200 kg de bombes.

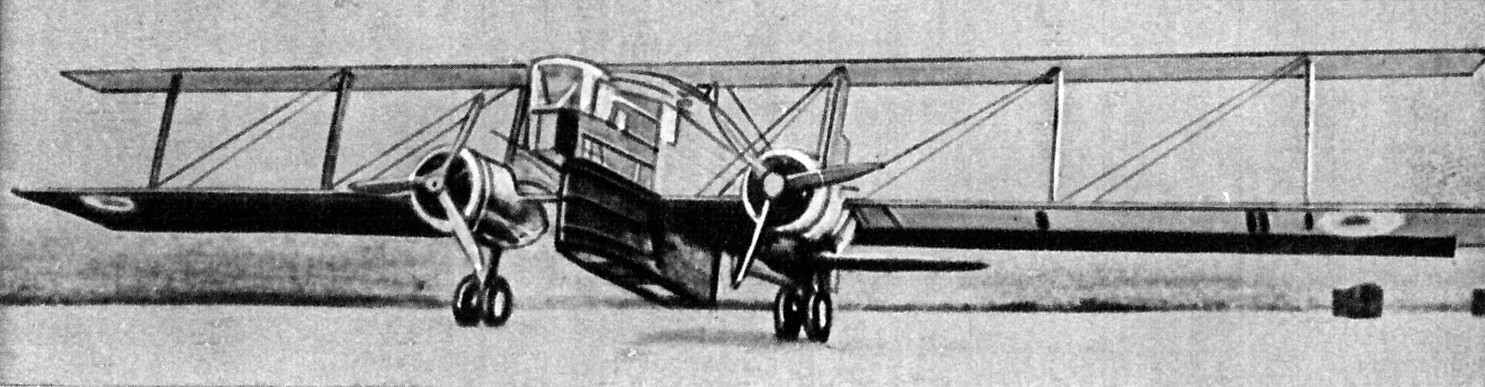
LeO 208.

## Sources
1. ↑  distance franchissable max/2 soit 1000 km /2
2. ↑  « Lioré et Olivier LeO-20 - Bombardier lourd - Un siècle d'aviation française », sur aviafrance.com (consulté le 24 septembre 2014)
3. ↑  Gérard Hartmann, « Un géant de l’aéronavale : le LeO H-25 », sur La coupe Schneider et hydravions anciens. Dossiers historiques hydravions et moteurs. (consulté le 12 décembre 2017)|
4. ↑  Loiré & Olivier, « Etablissements Loiré & Olivier » , sur BNF Gallica, 1935 (consulté le 19 juin 2024)